# TinyButStrong

## Introdução
TinyButStrong é um Template Engine escrito em PHP para programadores e desenvolvedores web, iniciantes e expertes para Desenvolvimento de Sites e Sistemas Web, sendo uma classe de programação escrita em PHP que separa a programação lógica (PHP) da interface gráfica (HTML).